# Charles W. Fairbanks

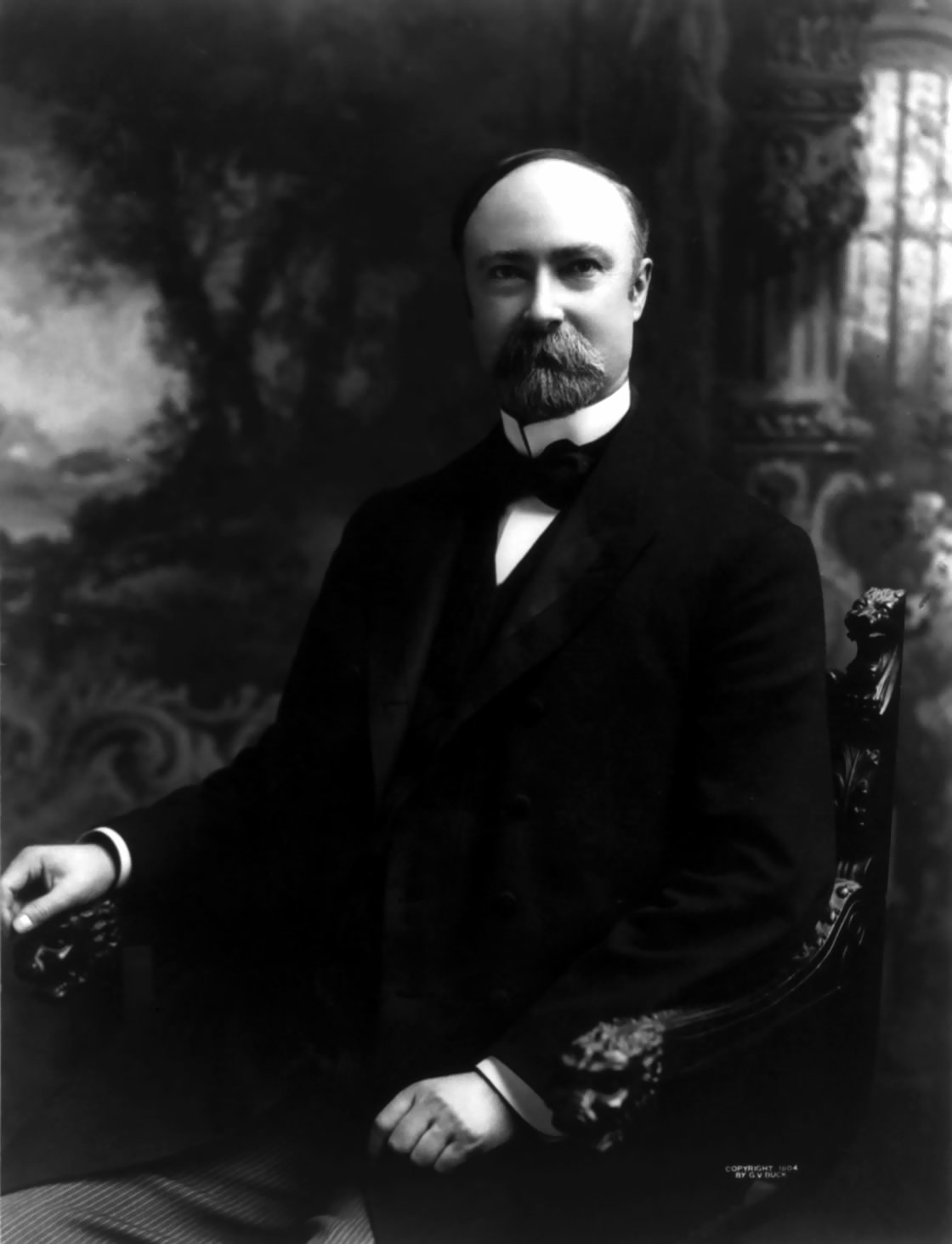
Charles Fairbanks (1904)

Charles Warren Fairbanks (* 11. Mai 1852 in Union County, Ohio; † 4. Juni 1918 in Indianapolis, Indiana) war ein amerikanischer Politiker der Republikanischen Partei und nach dem Sieg bei der Präsidentschaftswahl 1904 von 1905 bis 1909 der 26. Vizepräsident der Vereinigten Staaten unter Theodore Roosevelt. Zuvor gehörte er von 1896 bis 1904 als Senator dem Kongress an. Eine erneute Kandidatur zum Vizepräsidenten als Running Mate von Charles Hughes scheiterte bei der Wahl im Jahr 1916 knapp am Amtsinhaber Woodrow Wilson. Die Stadt Fairbanks in Alaska wurde 1903 nach ihm benannt.
Die Eltern von Fairbanks waren Methodisten und überzeugte Abolitionisten, die auf ihrer Farm entflohene Sklaven willkommen hießen. Fairbanks schloss sein Studium 1872 an der Ohio Wesleyan University ab. Danach arbeitete er als Reporter für eine Presseagentur im Besitze eines Onkels und besuchte abends eine Rechtsschule in Cleveland. Im Jahr 1874 erhielt Fairbanks die Zulassung als Anwalt und heiratete Cornelia Cole Fairbanks, mit der er fünf Kinder hatte. Er war danach für 23 Jahre als Anwalt in Indianapolis tätig, wobei er sich auf Eisenbahnrecht spezialisierte. Außerdem war Fairbanks Mehrheitseigner der Zeitung Indianapolis News und nutzte dies, um sich für republikanische Belange einzusetzen. Im Jahr 1893 kandidierte er ohne Erfolg für den Senat. Drei Jahre später hatte er mit diesem Vorhaben Erfolg und befreundete sich mit dem späteren Präsidenten William McKinley. Auf der Republican National Convention 1896 hielt Fairbanks die Grundsatzrede.